# Александар Гиљфердинг
Александар Гиљфердинг (Варшава, 14. јул 1831. — Каргопољ, 2. јул 1872) био је научник, словенофил истраживач, путописац и руски конзул у Босанском пашалуку.

## Биографија
Рођен је у Варшави 1831. године. Московски универзитет је завршио 1852. године као ученик Виктора Ивановича Григоровича и слависте Јосифа Максимовича Бођанског. Објавио је 1853. године рад О сродности словенског језика и санскрита, а нешто касније објавио је магистарски рад Однос словенског језика са сродним језицима. Био је заговорник идеја о једном словенском језику и једној азбуци. Од 1852. године је у служби руског министарства иностраних послова. Године 1854. објавио је књигу: Писма о историји Срба и Бугара. Годину дана касније објавио је Историју балтичких Словена. Био је по опредељењу велики славенофил. Изабран је 1869. године за председника словенског одељења Петроградског добротворног комитета.
Током 1856. године постао је дописни члан Руске академије наука. Исте 1856. године постављен за руског конзула у Босни коју је читаву пропутовао. Препоруку за истраживање православних српских старина написао му је 1856. године патријарх Рајачић у Карловцима. По повратку у Петроград био је функционер министарства иностраних послова. На путу за Босну обилазио је манастире на Косову и успут је покуповао много докумената о српској историји књижевности.
По повратку из Босне, објавио је путопис Путовање по Херцеговини, Босни и Старој Србији (1859), пун значајних информација и дотада непознатих историјских података. После путописа објавио је 1860. студију Словенски народи у Аустрији и Турској, а 1862. године објавио је дело о Ћирилу и Методију. Своје ставове о развоју Хрвата је издао у студији „Историјско право хрватског народа“.
Написао је 1865. године рад Сеоска општина, у коме је наглашавао задругу као образац демократије, који Русија треба да сачува и да не иде путем Србије, која је уништила задругу. Написао је Општесловенску азбуку, настојећи да стару ћирилицу прошири и да је користе сви Словени. Имао је делимичну подршку у Хрватској и Далмацији, а у Србији су га подржавали углавном противници Вукове реформе. Вукову реформу језика и писма сматрао је победом западњаштва и латинице. Изабран је 13. јануара 1857. године за коресподентног члана Друштва српске словесности у Београду.